# Haplodelphax iuncicola
Haplodelphax iuncicola är en insektsart som beskrevs av George Willis Kirkaldy 1907. Haplodelphax iuncicola ingår i släktet Haplodelphax och familjen sporrstritar. Inga underarter finns listade i Catalogue of Life.